# Dvärgstarr
Dvärgstarr (Carex rufina) är en flerårig gräslik växt inom släktet starrar och familjen halvgräs. Dvärgstarr växer i platta täta tuvor och har liggande strån som är gömda bland bladen. Dess basala slidor är gul till brunaktiga. De bleka bladen blir från 1 till 1,5 mm breda, är mjuka och är längre än stråna. axsamlingen består av tre till fyra små ax. Dess nedre stödblad är vanligen längre än axsamlingen. De mörkt rödbruna axfjällen är trubbiga och kortare än fruktgömmet. De blekgröna fruktgömmena blir från 2 till 2,5 mm, är omvänt äggrunda, är strävt fintaggiga upptill och har en kort näbb som ibland är violettspetsad. Dvärgstarr blir från två till åtta cm hög och blommar från juli till augusti

## Utbredning
Dvärgstarr är sällsynt i Norden men kan återfinnas på våt, näringsfattig mark i högfjällen, såsom snölegor, sjö- och älvstränder. Dess utbredning i Norden sträcker sig till högfjällen i Norge, Sverige samt Islands högland.